# Tommaso Bernetti
Tommaso Bernetti, italijanski duhovnik in kardinal, * 20. december 1779, Fermo, † 21. marec 1852.

## Življenjepis
2. oktobra 1826 je bil povzdignjen v kardinala in imenovan za kardinal-diakona S. Cesareo in Palatio.
17. junija 1828 je bil imenovan za Državnega tajnika Svetega sedeža; 21. februarja 1831 je bil imenovan za državnega podtajnika in avgusta istega leta pa ponovno za državnega tajnika; s tega položaja je odstopil januarja 1836.
Leta 1832 je prejel duhovniško posvečenje.
22. januarja 1844 je bil imenovan za kardinal-diakona S. Lorenzo in Damaso.
Umrl je 21. marca 1852.